# François Roussel
François Roussel (fl. 1908-1936) was een Frans architect die in België werkte. Zijn oeuvre bevat voornamelijk ontwerpen in cottagestijl, maar ook enkele modernistische werken. Hij was gedurende het interbellum de belangrijkste architect van de badplaats Westende. Diverse van zijn werken worden bestempeld als wederopbouwarchitectuur van na de Eerste Wereldoorlog en het grootste deel van zijn nog bestaand werk is thans beschermd erfgoed.

## Leven en werk
Roussel was vooral actief in de Belgische kustgemeenten, waar hij zich gedurende de eerste twee decennia van de 20e eeuw richtte op het ontwerp van villa’s, burgerhuizen en winkelpanden in cottagestijl.

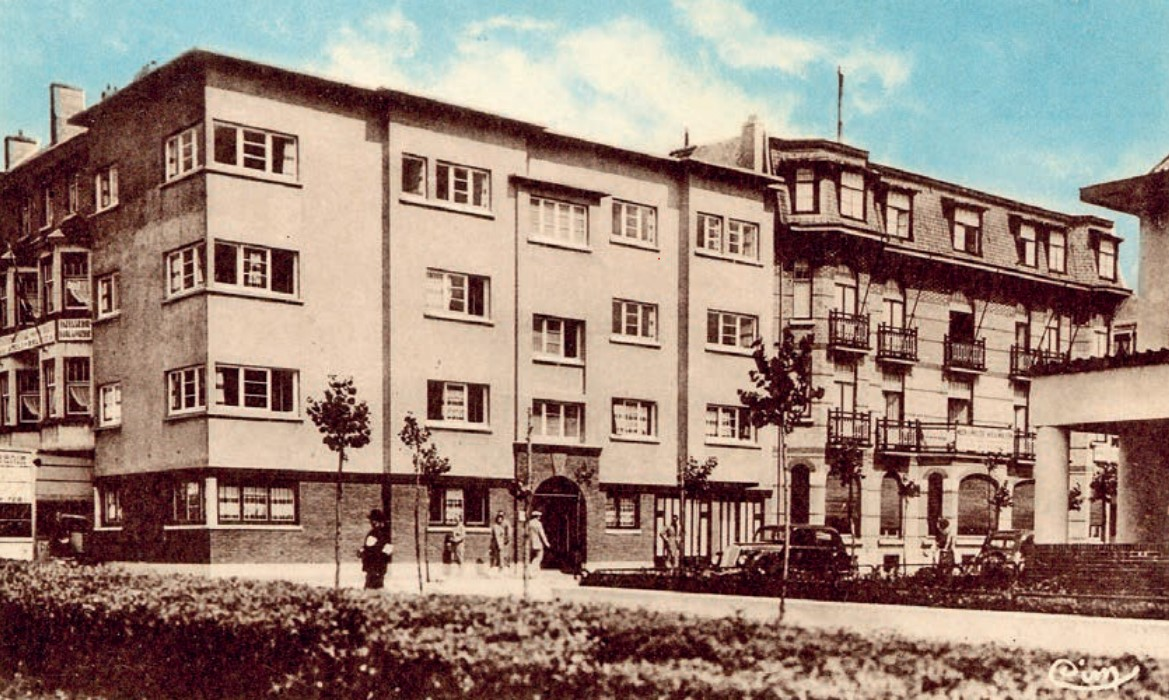
Modernistisch appartementsgebouw (1936) aan de Oorlogsinvalidenlaan

In de jaren 1930 vestigde hij zich in La Roseraie, een villa in Westende-Bad. Hij zou er uitgroeien tot de belangrijkste architect van Westende. In die jaren werd zijn traditionalistische stijl eenvoudiger en strakker. Hij realiseerde toen ook modernistische bouwwerken, zoals het flatgebouw aan de Oorlogsinvalidenlaan 2 in Westende.
Een uitzondering in Roussels oeuvre is het burgerhuis Knight in de Antwerpse Tentoonstellingswijk: deze wijkt qua stijl af zowel van zijn werk als van die in de buurt.

## Oeuvre
- 1908: Rijtje villa's, Priorijlaan 5-7-9, Westende.[4]  Op nummer 7 bevindt zich Maison d'Amitié; oorspronkelijke naam: Villa L'Abri; thans een vakantieverblijf.[5] Deze staaltjes van wederopbouwarchitectuur zijn vanwege hun historische en socio-culturele waarde beschermde monumenten.[6]
- 1909: Villa Les Lotus voor Léon Rolin, Westende.[2]
- 1909?: Dar el Naim, Westende. Een villa voor baron Ernest Eeman, rechter in Alexandrië.[2]
- 1911: Kasteel Groenveld, Evergem. Bouwkundig erfgoed.[7]
- 1914: Woning, Sint-Michielslaan 50, Etterbeek. Bouwkundig erfgoed.[8]
- 1921: Residentie Westendia, Distellaan 26, restauratie in Middelkerke. Beschermd monument.[9][10][11]
- 1923: Hotel, Avenue Franklin Roosevelt 1, Brussel. Bouwkundig erfgoed.[12]
- 1928: Woning, Johannalaan 38, Elsene. Bouwkundig erfgoed.[13]
- 1935: Burgerhuis Knight, Vlaamsekunstlaan 41, Antwerpen. Bouwkundig erfgoed.[3]
- 1936: Flatgebouw in modernistische stijl, Oorlogsinvalidenlaan 2, Westende.[1][14]
- 19??: Cottage Butterfly, Priorijlaan 15, Middelkerke.[10][15] Beschermd monument.[16]
- 19??: Wederopbouwvilla voor Edouard Rolin Jaequemyns.[2]

## Galerij

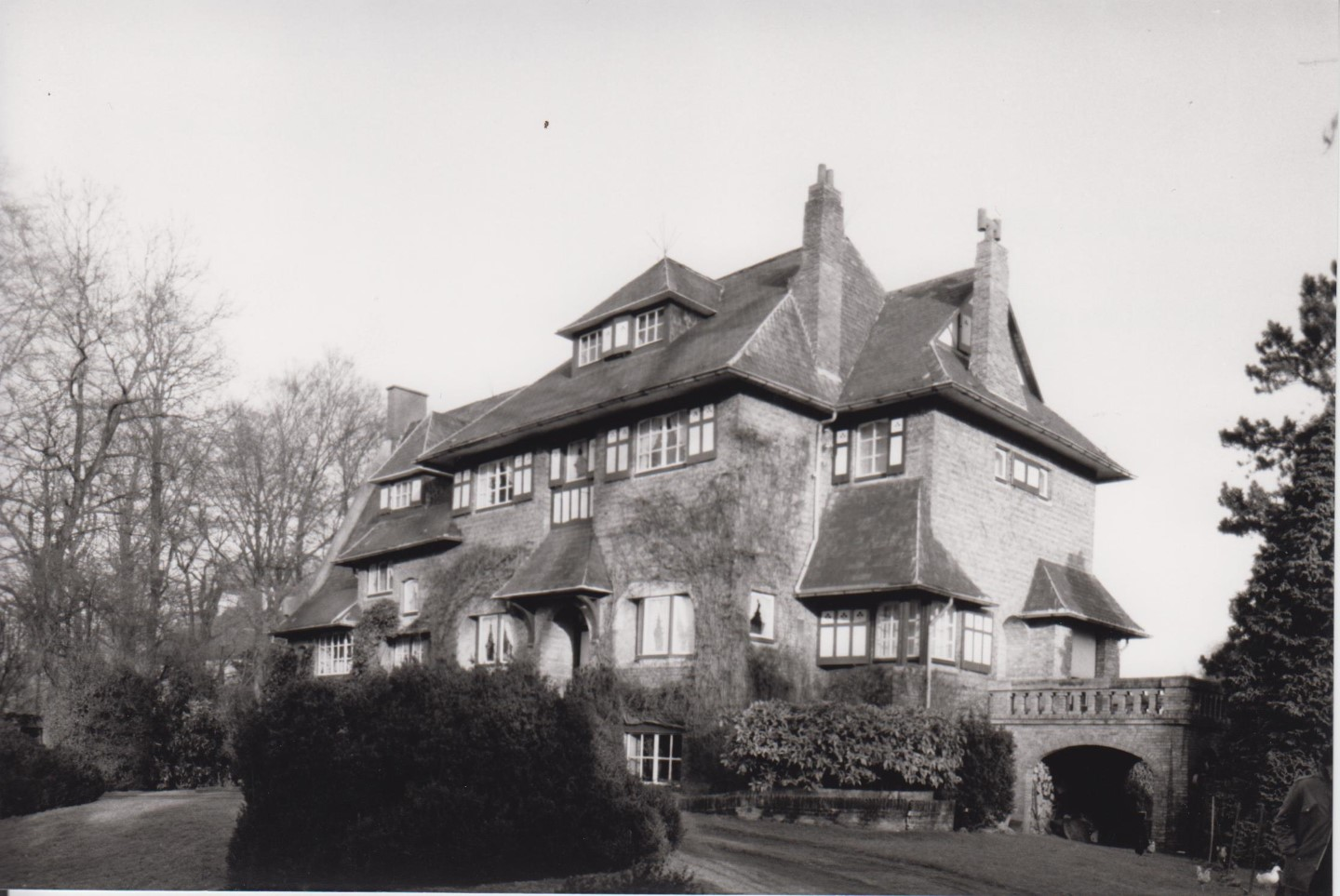
Kasteel Groenveld
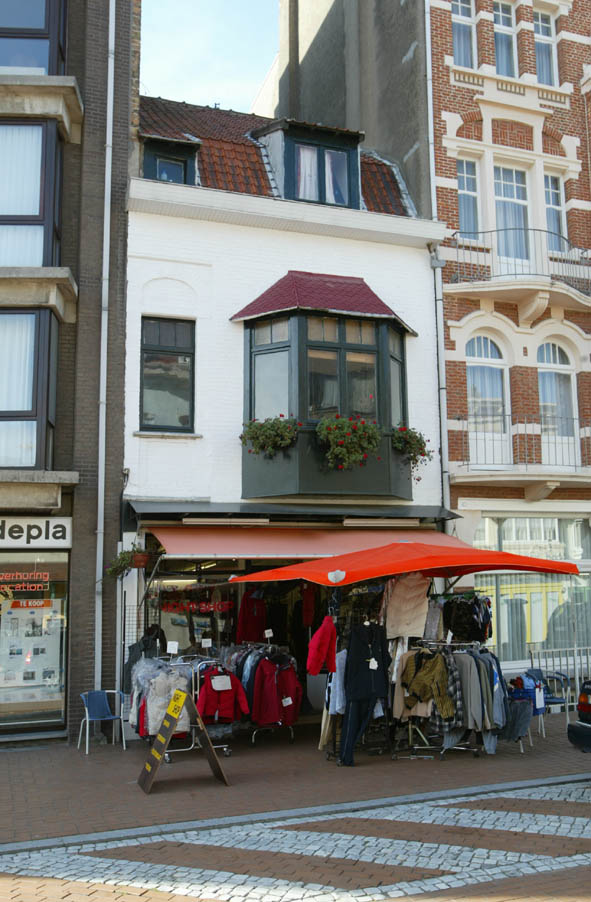
Meeuwenlaan 22, Middelkerke
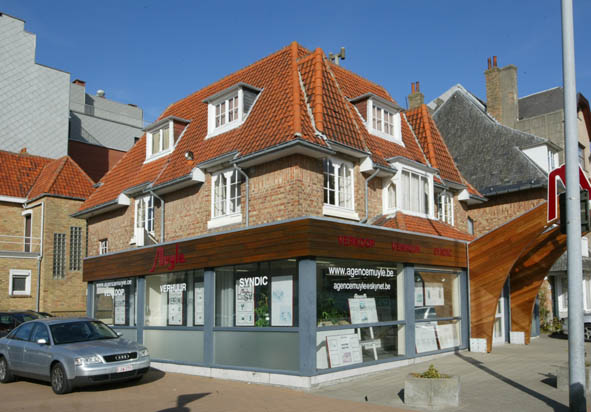
Henri Jasparlaan 177, Middelkerke
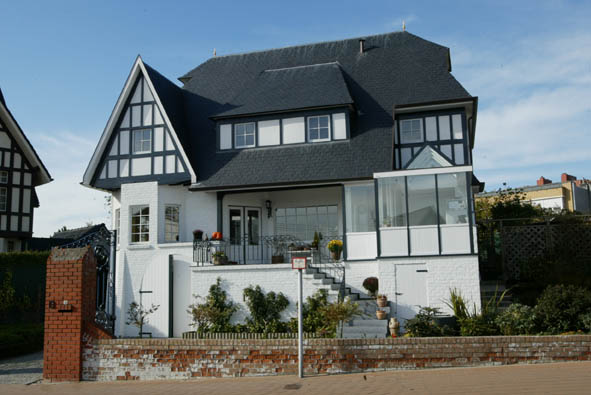
Noordzeelaan 30, Middelkerke
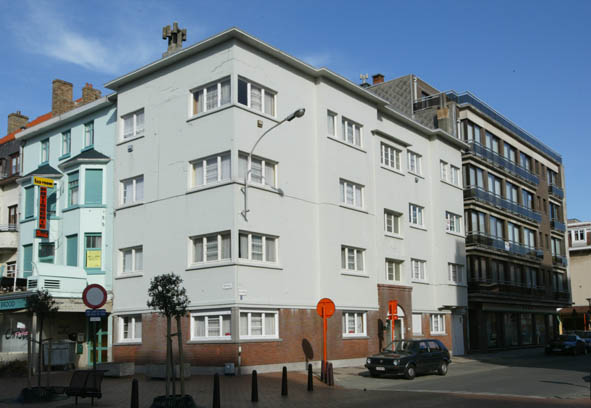
Oorlogsinvalidenlaan 2, Middelkerke anno 2003
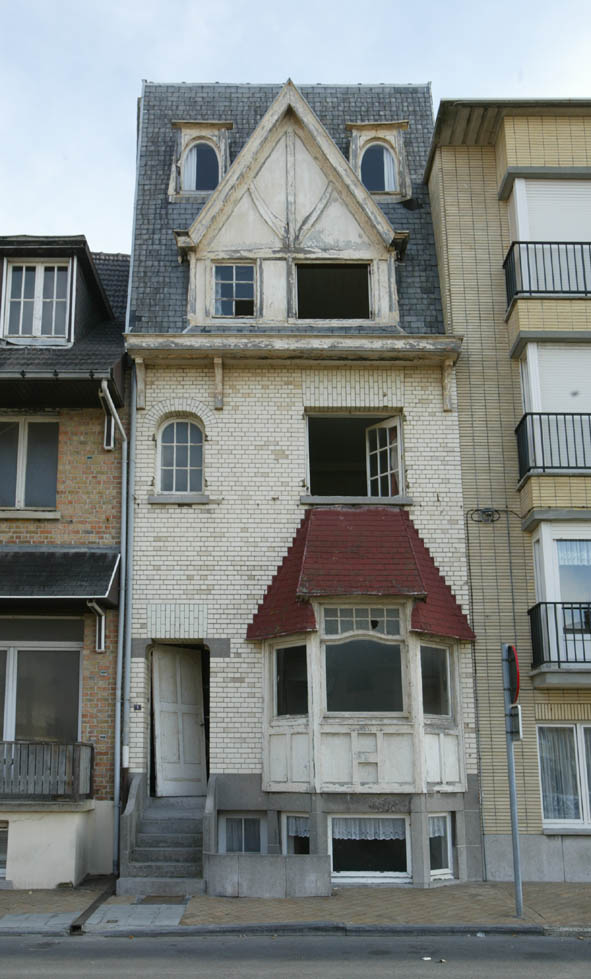
Westenlaan 9, Middelkerke